# Nettapus pulchellus
Nettapus pulchellus là một loài chim trong họ Vịt.